# Герра, Диосвелис
Диосве́лис Алеха́ндро Ге́рра Сантиэсте́бан (исп. Diosvelis Alejandro Guerra Santiesteban; род. 21 мая 1989, Сан-Антонио-де-лос-Баньос, Куба) — кубинский футболист, вратарь, выступающий за кубинский «Сьенфуэгос» и сборную Кубы.

## Клубная карьера
Профессиональную карьеру вратарь начал в клубе «Гранма» в 2008 году. В 2011 году Герра перешёл в столичный клуб «Ла Гавана». В 2012 году стал игроком клуба «Артемиса». Благодаря играм за этот клуб, молодой вратарь получил приглашение в сборную Кубы. В 2013—2014 годы играл в аренде за клуб «Пинар-дель-Рио».

## Карьера в сборной
В 2013 году вратарь был включён в заявку сборной Кубы на Золотой кубок КОНКАКАФ 2013. На турнире он не сыграл ни одного матча и был третьим вратарём команды. Диосвелис Герра дебютировал за сборную 20 августа 2014 года в товарищеском матче против Панамы. Вратарь отстоял весь матч и пропустил 4 безответных мяча. Осенью 2014 года вошёл в заявку сборной Кубы на Карибский кубок 2014. Герра сыграл во всех четырёх матчах сборной (против Французской Гвианы, Кюрасао, Тринидада и Тобаго и Гаити), в которых пропустил 5 мячей. В результате сборная Кубы заняла 4 место и получила путёвку на Золотой кубок КОНКАКАФ 2015. Летом 2015 Герра был включён в заявку на этот турнир. Он был основным вратарём своей сборной и сыграл во всех четырёх матчах (против Мексики, Тринидада и Тобаго, Гватемалы и США), в которых пропустил четырнадцать мячей. Сборная Кубы покинула турнир на стадии четвертьфинала.